# Angelos Charisteas
Angelos Charisteas, řecky Άγγελος Χαριστέας (* 9. února 1980, Strymoniko) je bývalý řecký fotbalista. Hrával na pozici útočníka.
S řeckou reprezentací získal zlatou medaili na evropském šampionátu roku 2004. Na tomto turnaji byl federací UEFA zařazen do all-stars týmu. Hrál i na Euru 2008 a světovém šampionátu v JAR roku 2010. Celkem za národní tým odehrál 88 utkání, v nichž vstřelil 25 branek.
S Werderem Brémy se stal mistrem Německa (2003/04). Získal s ním též jeden německý pohár (2003/04), další vybojoval v dresu Schalke 04 (2010/11). S Ajaxem Amsterdam získal dvakrát pohár nizozemský (2005/06, 2006/07).